# Thủy điện Xe Namnoy 1
Thủy điện Xe Namnoy 1 được xây dựng trên dòng Xe Namnoy tại bản Pengphukham muang Samakhixay tỉnh Attapeu, CHDCND Lào.
Thủy điện có công suất lắp máy 14.8 MW với 2 tổ máy, cung cấp 80 Gwh/năm .

## Chỉ dẫn
1. ↑  Trong tiếng Lào-Thái "Nậm" có nghĩa là nước, sông, suối. 
Trong tiếng một số dân tộc ở Nam Lào - Đông bắc Campuchia - Tây Nguyên Việt Nam "Xê" có nghĩa là sông.